# Stenospermation pittieri
Stenospermation pittieri är en kallaväxtart som beskrevs av Julian Alfred Steyermark. Stenospermation pittieri ingår i släktet Stenospermation och familjen kallaväxter. Inga underarter finns listade.